# Schiersteiner Straße
 (mai 2018).
Si vous disposez d'ouvrages ou d'articles de référence ou si vous connaissez des sites web de qualité traitant du thème abordé ici, merci de compléter l'article en donnant les références utiles à sa vérifiabilité et en les liant à la section « Notes et références ».
La Schiersteiner Straße (rue de Schierstein) est une importante rue de Wiesbaden en Allemagne.

## Situation et accès
C'est l'une des plus grandes artères du Wiesbaden, se prolongeant dans l'autoroute 643 de 1,6 kilomètre,.

## Origine du nom
Son nom provient de sa direction  vers le quartier de Schierstein, un quartier de la ville de Wiesbaden.